# Ronny Cedeño
Pour les articles homonymes, voir Cedeño.
Ronny Alexander Cedeño (né le 2 février 1983 à Puerto Cabello, Carabobo, Venezuela) est un joueur d'arrêt-court de la Ligue majeure de baseball. Il est présentement sous contrat avec les Phillies de Philadelphie.

## Carrière

### Cubs de Chicago
Ronny Cedeño signe son premier contrat professionnel en 1999 avec les Cubs de Chicago. C'est avec cette équipe qu'il entreprend sa carrière dans les majeures et joue son premier match au plus haut niveau le 23 avril 2005. Rappelé des ligues mineures pour 41 parties des Cubs à cette première saison, il obtient son premier coup sûr en carrière le 26 avril contre les Reds de Cincinnati et leur lanceur Danny Graves, puis son premier coup de circuit le 5 mai aux dépens de Gary Glover des Brewers, au Miller Park e Milwaukee.
En 2006, Cedeño mérite le poste de joueur d'arrêt-court des Cubs et dispute presque tous les matchs de la saison régulière. Il frappe dans une moyenne au bâton de ,245 en 151 parties avec 131 coups sûrs et 41 points produits. Cependant, il est retiré sur trois prises à 109 reprises durant l'année. Seul Jacque Jones (116 fois) fait pire que lui chez les Cubs.
Ses problèmes en attaque minent toutefois sa saison 2007, qu'il passe en ligues mineures principalement. Il ne frappe que pour 0,203 en 38 matchs pour les Cubs. Davantage utilisé comme réserviste à l'arrêt-court ou au deuxième but en 2008, il maintient une moyenne de ,269 en 99 parties jouées.

### Mariners de Seattle
Le 28 janvier 2009, Chicago échange Cedeño et le lanceur gaucher Garrett Olson aux Mariners de Seattle en retour du lanceur droitier Aaron Heilman. L'ex-joueur des Cubs ne résout pas ses ennuis en offensive dans la Ligue américaine, puisqu'il ne montre qu'une moyenne de ,167 en 59 parties lorsque les Mariners l'expédient à Pittsburgh le 29 juillet en compagnie de Jeff Clement et de trois joueurs des ligues mineures, pour obtenir des Pirates l'arrêt-court Jack Wilson et le lanceur droitier Ian Snell.

### Pirates de Pittsburgh

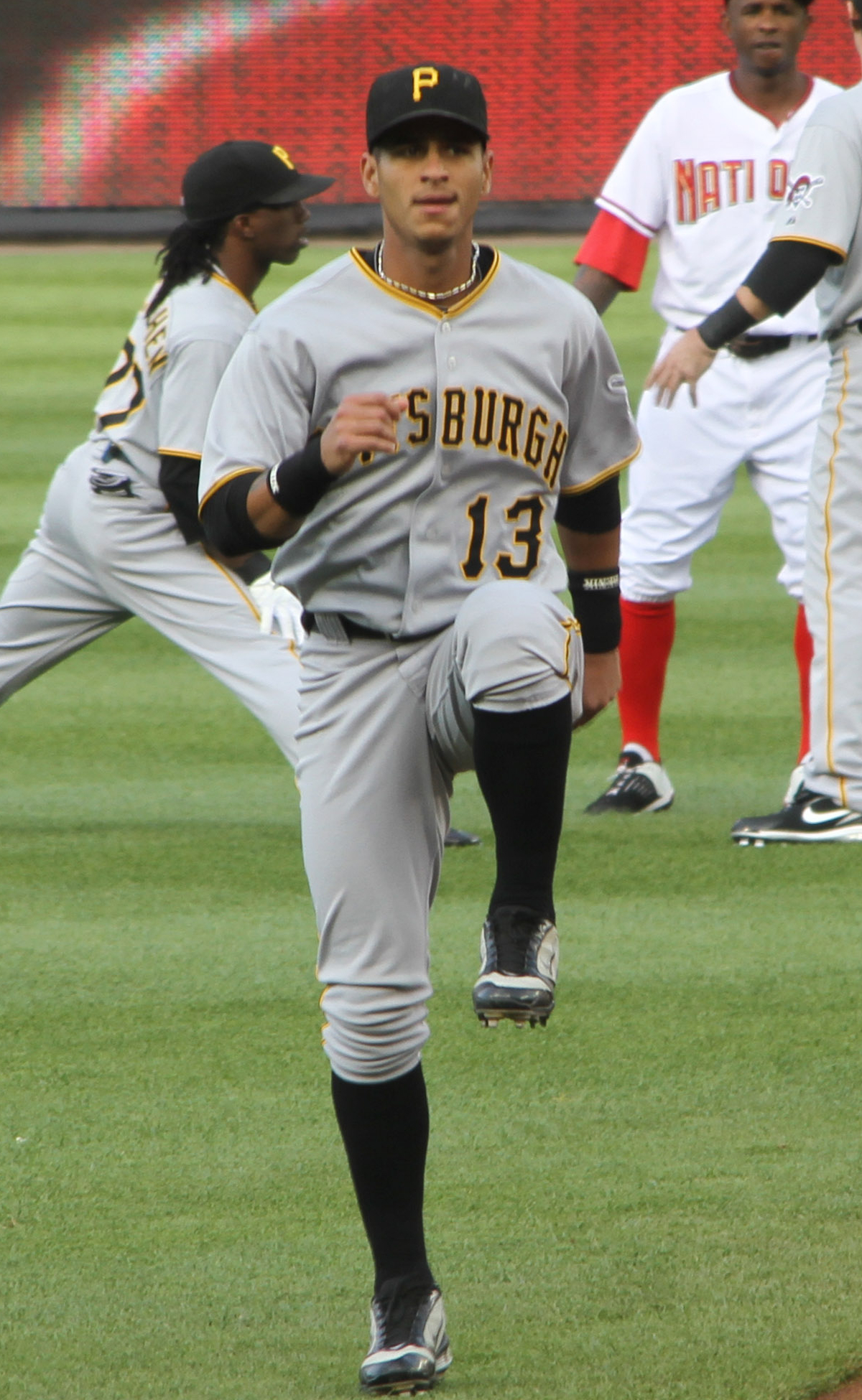
Ronny Cedeño en 2010 avec les Pirates de Pittsburgh.

Après avoir complété la saison 2009 à Pittsburgh, Cedeño montre en 2010 une production similaire à celle de ses débuts, alors qu'il hausse sa moyenne à 0,256 en 139 parties, obtient 120 coups sûrs et produit 38 points avec la pire formation du baseball majeur. Il continue cependant d'être fréquemment retiré au bâton, avec 106 retraits sur trois prises.

### Mets de New York
Ronny Cedeño signe en janvier 2012 un contrat d'un an avec les Mets de New York. En 78 matchs, il réussit 4 circuits et produit 22 points, en plus d'afficher une moyenne au bâton de ,259. Les Mets le font jouer également à l'arrêt-court et au deuxième but en 2012.

### Cardinals de Saint-Louis
Le 28 janvier 2013, il signe un contrat d'une saison avec les Cardinals de Saint-Louis, qui ont besoin d'un remplaçant à la position d'arrêt-court puisque leur joueur principal à cette position, Rafael Furcal, a subi une blessure la saison précédente. Mais le 19 mars suivant, après un mauvais camp d'entraînement de Cedeño, les Cardinals le libèrent de son contrat et choisissent d'autres options pour remplacer Furcal.

### Astros de Houston
Le 24 mars 2013, Cedeño signe un contrat d'un an avec les Astros de Houston. Il frappe pour ,220 de moyenne au bâton en 51 matchs avec les Astros et est libéré le 27 juillet.

### Padres de San Diego
Le 1er août 2013, Cedeño rejoint les Padres de San Diego en prévision de la suspension annoncée quelques jours plus tard à l'arrêt-court du club, Everth Cabrera. Cedeño frappe pour ,268 en 38 parties pour les Padres et termine sa saison 2013 avec 64 coups sûrs, 3 circuits, 21 points produits, 24 points marqués, 5 buts volés et une moyenne au bâton de ,242 en 89 matchs joués au total pour les Astros et les Padres.

### Phillies de Philadelphie
En janvier 2014, il signe un contrat des ligues mineures avec les Phillies de Philadelphie. Le club le libère de ce contrat le 25 mars suivant, moins d'une semaine avant le début de la saison. Le 2 avril suivant, il est de nouveau mis sous contrat par Philadelphie et assigné à leur club-école.

## Statistiques
| Saison | Équipe       | G   | AB   | R   | H   | 2B | 3B | HR | RBI | SB | BA   |
| ------ | ------------ | --- | ---- | --- | --- | -- | -- | -- | --- | -- | ---- |
| 2005   | Chicago Cubs | 41  | 80   | 13  | 24  | 3  | 0  | 1  | 6   | 1  | .300 |
| 2006   | Chicago Cubs | 151 | 534  | 51  | 131 | 18 | 7  | 6  | 41  | 8  | .245 |
| 2007   | Chicago Cubs | 38  | 74   | 6   | 15  | 2  | 0  | 4  | 13  | 2  | .203 |
| 2008   | Chicago Cubs | 99  | 216  | 36  | 58  | 12 | 0  | 2  | 28  | 4  | .269 |
| 2009   | Seattle      | 59  | 186  | 15  | 31  | 4  | 2  | 5  | 17  | 3  | .167 |
| 2009   | Pittsburgh   | 46  | 155  | 17  | 40  | 4  | 1  | 5  | 21  | 2  | .258 |
| 2010   | Pittsburgh   | 139 | 468  | 42  | 120 | 29 | 3  | 8  | 38  | 12 | .256 |
| Totaux | Totaux       | 573 | 1713 | 180 | 419 | 72 | 13 | 21 | 164 | 32 | .245 |

| Saison | Équipe       | G | AB | R | H | 2B | 3B | HR | RBI | SB | BA |
| ------ | ------------ | - | -- | - | - | -- | -- | -- | --- | -- | -- |
| 2007   | Chicago Cubs | 2 | 0  | 0 | 0 | 0  | 0  | 0  | 0   | 0  | -  |
| 2008   | Chicago Cubs | 1 | 0  | 0 | 0 | 0  | 0  | 0  | 0   | 1  | -  |
| Totaux | Totaux       | 3 | 0  | 0 | 0 | 0  | 0  | 0  | 0   | 1  | -  |

Note : G = Matches joués ; AB = Passages au bâton; R = Points ; H = Coups sûrs ; 2B = Doubles ; 3B = Triples ; 
HR = Coup de circuit ; RBI = Points produits ; SB = Buts volés ; BA = Moyenne au bâton.